# 4FUN
I 4FUN sono un gruppo musicale lituano. Il genere di musica suonato è molto ampio e spazia dal rock, pop rock, al country.
Il gruppo è stato creato nel 2001, ed hanno partecipato a numerosi festival canori, fra cui il più rinomato il Visaginas Country Festival. Hanno partecipato tre volte alla selezione nazionale lituana per l'Eurovision Song Contest: nel 2005 e nel 2006 si sono fermati alle semifinali, mentre hanno vinto nel 2007 con Love or Leave, che ha permesso loro di cantare per il loro paese all'Eurovision Song Contest 2007 a Helsinki.

## Formazione
- Julija Ritčik – voce, chitarra acustica
- Justas Jasenka – voce, chitarra elettrica
- Andžej Zujevič – chitarra elettrica
- Rimantas Jasenka – basso
- Laimonas Staniulionis – percussioni

## Discografia

### Album in studio
- 2004 – Gyvas
- 2007 – Dėlionė/A Puzzle
- 2016 – Dalintis negalima slėpti

### Singoli
- 2007 – Love or Leave